# Апассіоната
Апассіоната — комедійний фільм 2002 року.

## Сюжет
Життя португалки Селії, яка заробляє співом в нічному закладі, стає дуже важкою після смерті її чоловіка-рибалки. Тепер під її опікою виявляються юна дочка і злюща мати її загиблого чоловіка.